# Austrolimnophila fulani
Austrolimnophila fulani är en tvåvingeart som beskrevs av Alexander 1974. Austrolimnophila fulani ingår i släktet Austrolimnophila och familjen småharkrankar.
Artens utbredningsområde är Nigeria. Inga underarter finns listade i Catalogue of Life.